# Avalon, New South Wales
Avalon är en förort till staden Sydney i New South Wales i Australien. Folkmängden uppgick till 10 685 år 2006.